# Tvarožná (Eslováquia)
Tvarožná é um município da Eslováquia, situado no distrito de Kežmarok, na região de Prešov. Tem 35 km² de área e sua população em 2018 foi estimada em 720 habitantes.

## Demografia
| Ano:        | 1994 | 2004    | 2014    | 2024    |
| ----------- | ---- | ------- | ------- | ------- |
| Broj ljudi: | 555  | 630     | 714     | 825     |
| Razlika:    |      | +13,51% | +13,33% | +15,54% |

| Ano:               | 2023 | 2024   |
| ------------------ | ---- | ------ |
| Número de pessoas: | 798  | 825    |
| Diferença:         |      | +3,38% |